# Villeneuve-lès-Maguelone
Villeneuve-lès-Maguelone település Franciaországban, Hérault megyében. Lakosainak száma 10 406 fő (2022. január 1.). Villeneuve-lès-Maguelone Fabrègues, Frontignan, Lattes, Mireval, Palavas-les-Flots, Saint-Jean-de-Védas és Vic-la-Gardiole községekkel határos.

## Népesség
A település népessége az elmúlt években az alábbi módon változott:
| Lakosok száma | 1797 | 3003 | 5081 | 8541 | 9506 | 9625 | 10 012 | 10 344 | 10 463 | 10 406 |
|               | 1968 | 1982 | 1990 | 2006 | 2013 | 2015 | 2017   | 2019   | 2020   | 2022   |